# محمود بن عبد الله الموصلي
محمود بن عبد الله الموصلي (عقد 1590 - 1671) فقيه حنفي وصوفي عراقي في القرن السابع عشر الميلادي/الحادي عشر الهجري. برز في الفقه والآداب وكان له معرفة بثلاث اللغات سادت في الإمبراطورية العثمانية في عصره: العربية، الفارسية والتركية.

## حياته
ولد حوالي 1000 هـ/ عقد 1590م في الموصل وبها نشأ وتعلم. اشتغل بالعلوم وتفنن في علم النظر والكلام والحكمة، وبرع في جميع ذلك.
```
سافر إلى 
حلب
 وأقام بها مدة وأخذ بها عن النجم الحلفاوي وإبراهيم الكردي وأبي الوفاء العرضي والجمال البابولي وغيرهم وأجازوه.
```

رجع إلی بلده ومكث مدة وأقام بها يشتغل بأقراء العلوم وتخرج به جماعة. كانت المسائل المشكلة ترد عليه فيجيب عنها. كان عارفاً بالعربية والفارسية والتركية.
حج في سنة 1081 هـ/1671 م وأخذ عنه جماعة بالحرمين منهم الشيخ مصطفى بن فتح الله. طلب منه أن يجيزه فأجابه بديهة بنظم.
لما رجع من الحج توفي بحلب سنة 1082 هـ/ 1671 م ودفن بها في عمر 83 سنة تقريباً.

## آثاره
- حاشية على التلويح للتفتازاني في أصول الفقه.
- حاشية على أنوار التنزيل للبيضاوي في التفسير.[3]